# Ribaute
Ribaute  (en occitan Ribauta ) est une commune française située dans le centre du département de l'Aude en région Occitanie.
Sur le plan historique et culturel, la commune fait partie du massif des Corbières, un chaos calcaire formant la transition entre le Massif central et les Pyrénées. Exposée à un climat méditerranéen, elle est drainée par l'Orbieu, le ruisseau des Mattes, le ruisseau de Rouanel et par divers autres petits cours d'eau. La commune possède un patrimoine naturel remarquable : deux sites Natura 2000 (les « Corbières occidentales » et la « vallée de l'Orbieu ») et quatre zones naturelles d'intérêt écologique, faunistique et floristique.
Ribaute est une commune rurale qui compte 264 habitants en 2022. Elle fait partie de l'aire d'attraction de Narbonne. Ses habitants sont appelés les Ribautois ou  Ribautoises.

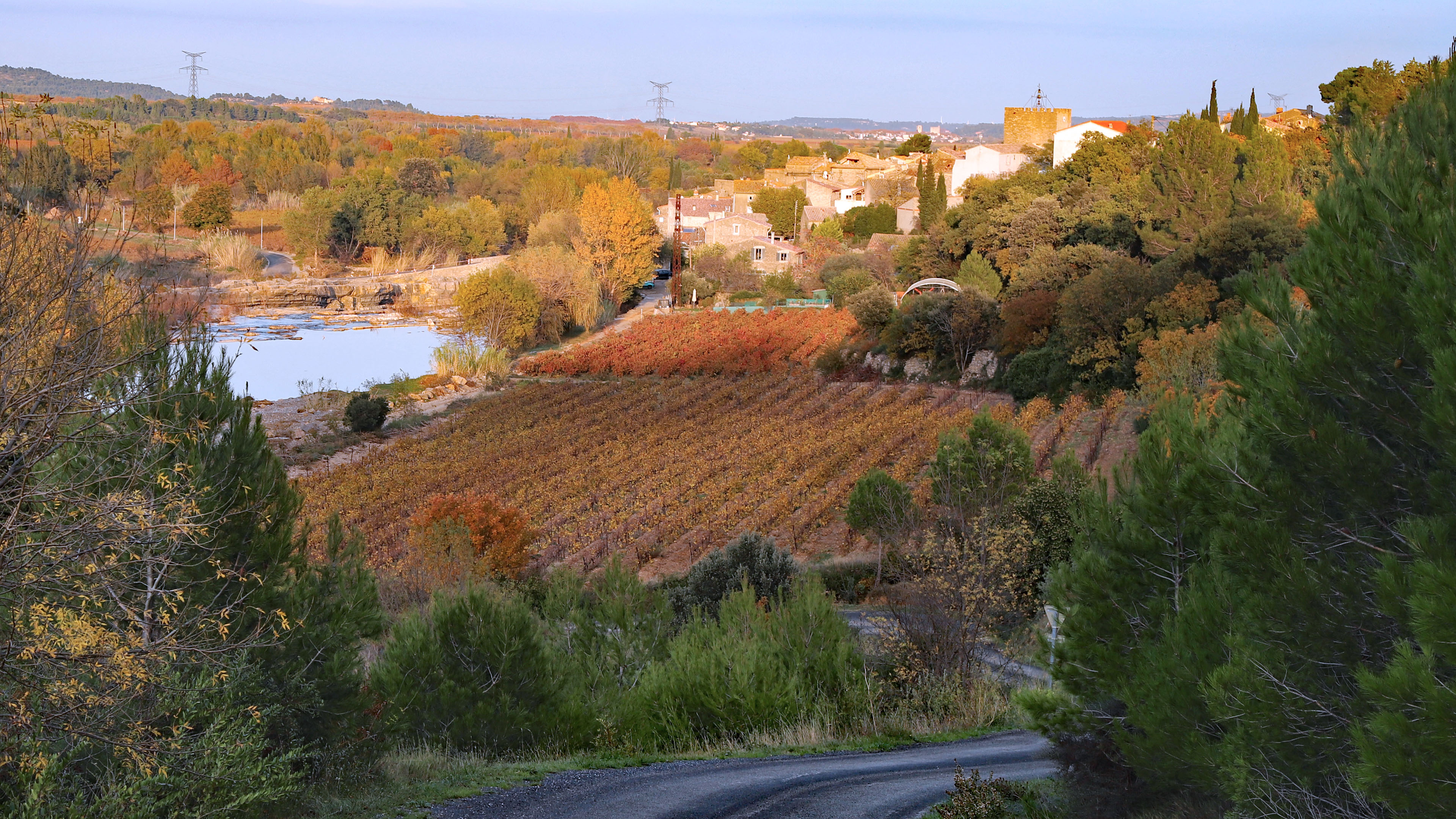
Entrée par la route de Lagrasse

## Géographie

### Localisation
Village des Basses-Corbières, situé dans la vallée de l'Orbieu, sur sa rive droite, et plus précisément sur ses hautes rives rocheuses (le nom Ribaute est issu de l'occitan riba auta qui signifie "Rive haute"). La partie de la vallée dans laquelle est située Ribaute est relativement encaissée, comme en témoigne le dénivelé de la commune même (240 mètres sur une superficie d'à peine plus de 9 km2), entre la Montagne d'Alaric au nord-ouest et la colline appelée « la Bade » au sud-est.

### Communes limitrophes
Les communes limitrophes sont Camplong-d'Aude, Lagrasse, Tournissan et Fabrezan.
|          |         | Camplong-d'Aude               |
| Lagrasse | Ribaute | Fabrezan (par un quadripoint) |
|          |         | Tournissan                    |

### Hydrographie
La commune est dans la région hydrographique « Côtiers méditerranéens », au sein du bassin hydrographique Rhône-Méditerranée-Corse. Elle est drainée par l'Orbieu, le ruisseau des Mattes, le ruisseau de Rouanel, le ruisseau de Cayran, le ruisseau de Cugulière, le ruisseau de la Combe de Laffran, le ruisseau de Romanissa, le ruisseau des Camparagues et le ruisseau de Terre Rouge, qui constituent un réseau hydrographique de 15 km de longueur totale,.
L'Orbieu, d'une longueur totale de 84,1 km, prend sa source dans la commune de Fourtou et s'écoule du sud-ouest vers le nord-est. Il traverse la commune et se jette dans l'Aude à Saint-Nazaire-d'Aude, après avoir traversé 22 communes.
Le ruisseau des Mattes, d'une longueur totale de 15,8 km, prend sa source dans la commune de Val-de-Dagne et s'écoule d'ouest en est. Il traverse la commune et se jette dans l'Orbieu à Camplong-d'Aude, après avoir traversé 4 communes.

### Climat
Pour des articles plus généraux, voir Climat de l'Occitanie et Climat de l'Aude.
En 2010, le climat de la commune est de type climat méditerranéen franc, selon une étude s'appuyant sur une série de données couvrant la période 1971-2000. En 2020, Météo-France publie une typologie des climats de la France métropolitaine dans laquelle la commune est exposée à un climat méditerranéen et est dans la région climatique Provence, Languedoc-Roussillon, caractérisée par une pluviométrie faible en été, un très bon ensoleillement (2 600 h/an), un été chaud (21,5 °C), un air très sec en été, sec en toutes saisons, des vents forts (fréquence de 40 à 50 % de vents > 5 m/s) et peu de brouillards.
Pour la période 1971-2000, la température annuelle moyenne est de 14,8 °C, avec  une amplitude thermique annuelle de 16,2 °C. Le cumul annuel moyen de précipitations est de 685 mm, avec 7,6 jours de précipitations en janvier et 3,1 jours en juillet. Pour la période 1991-2020 la température moyenne annuelle observée sur la station météorologique la plus proche, située sur la commune de Lagrasse à 2 km à vol d'oiseau, est de 14,1 °C et le cumul annuel moyen de précipitations est de 713,1 mm,. Pour l'avenir, les paramètres climatiques de la commune estimés pour 2050 selon différents scénarios d’émission de gaz à effet de serre sont consultables sur un site dédié publié par Météo-France en novembre 2022.

### Milieux naturels et biodiversité

#### Réseau Natura 2000

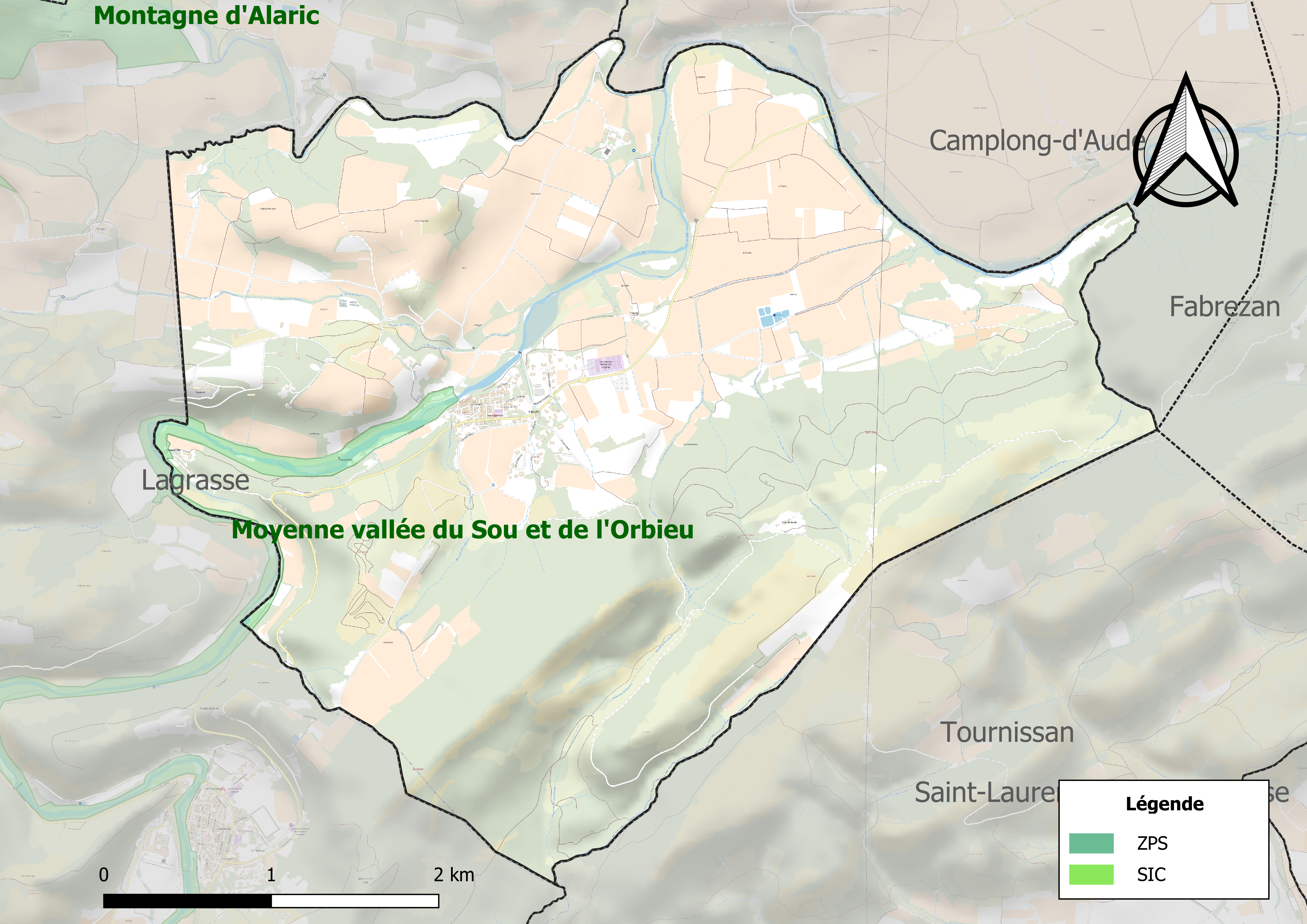
Site Natura 2000 sur le territoire communal.

Le réseau Natura 2000 est un réseau écologique européen de sites naturels d'intérêt écologique élaboré à partir des directives habitats et oiseaux, constitué de zones spéciales de conservation (ZSC) et de zones de protection spéciale (ZPS).
Un site Natura 2000 a été défini sur la commune au titre de la directive habitats :
- la « vallée de l'Orbieu », d'une superficie de 17 765 ha, servant d'habitat, entre autres, pour le Barbeau méridional et du Desman des Pyrénées en limite nord de répartition[15]

et un au titre de la directive oiseaux : 
- les « Corbières occidentales », d'une superficie de 22 912 ha, présentant des milieux propices à la nidification des espèces rupicoles : des couples d'Aigles royaux occupent partagent l'espace avec des espèces aussi significatives que le Faucon pèlerin, le Grand-duc d'Europe ou le Circaète Jean-le-Blanc[16].

#### Zones naturelles d'intérêt écologique, faunistique et floristique
L’inventaire des zones naturelles d'intérêt écologique, faunistique et floristique (ZNIEFF) a pour objectif de réaliser une couverture des zones les plus intéressantes sur le plan écologique, essentiellement dans la perspective d’améliorer la connaissance du patrimoine naturel national et de fournir aux différents décideurs un outil d’aide à la prise en compte de l’environnement dans l’aménagement du territoire.
Une ZNIEFF de type 1 est recensée sur la commune :
la « moyenne vallée du Sou et de l'Orbieu » (233 ha), couvrant 7 communes du département et trois ZNIEFF de type 2, : 
- les « Corbières centrales » (68 810 ha), couvrant 56 communes dont 54 dans l'Aude et 2 dans les Pyrénées-Orientales[19] ;
- le « massif d'Alaric » (8 316 ha), couvrant 15 communes du département[20] ;
- la « vallée aval de l'Orbieu » (445 ha), couvrant 12 communes du département[21].

Carte des ZNIEFF de type 1 et 2 à Ribaute.
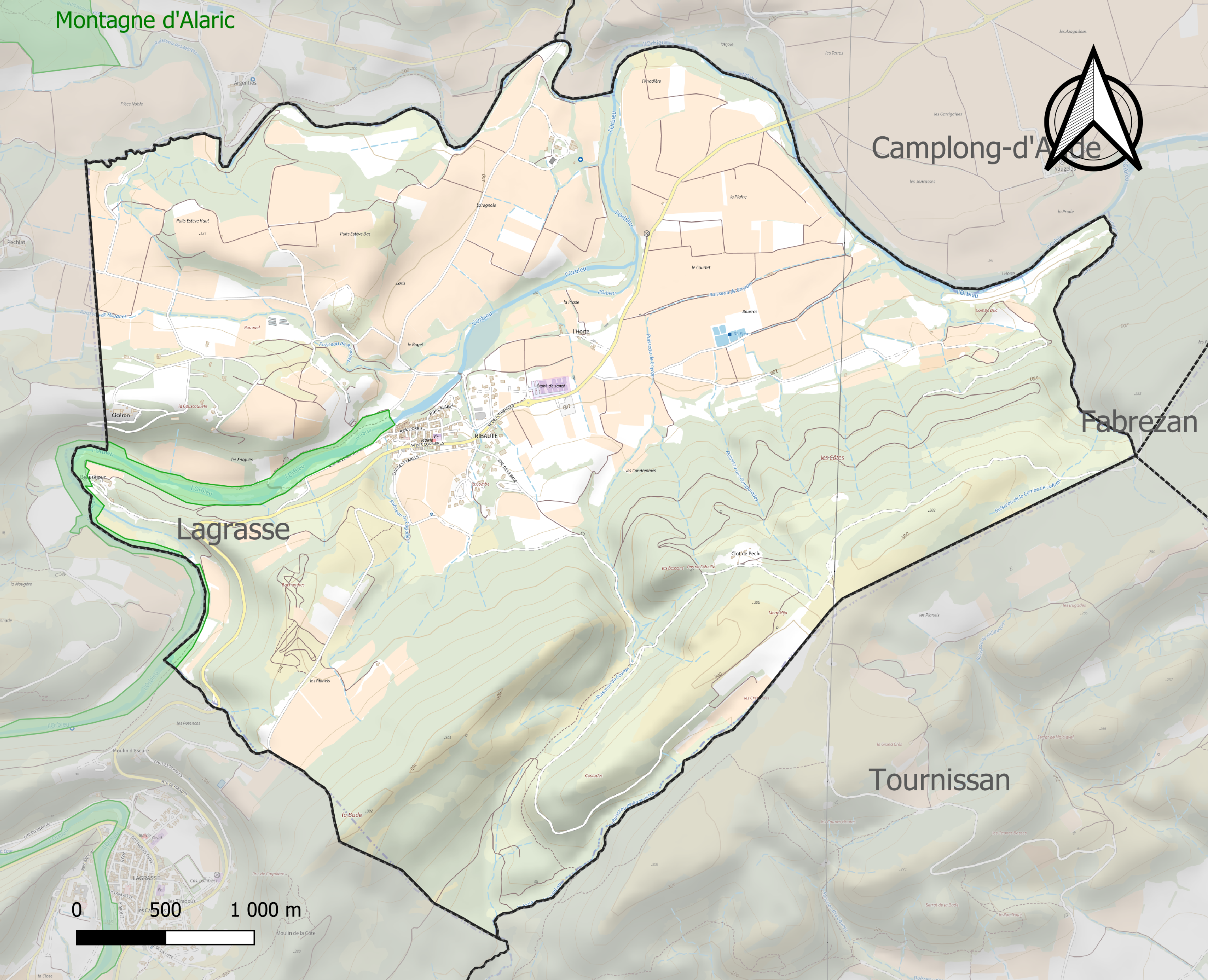
Carte de la ZNIEFF de type 1 sur la commune.
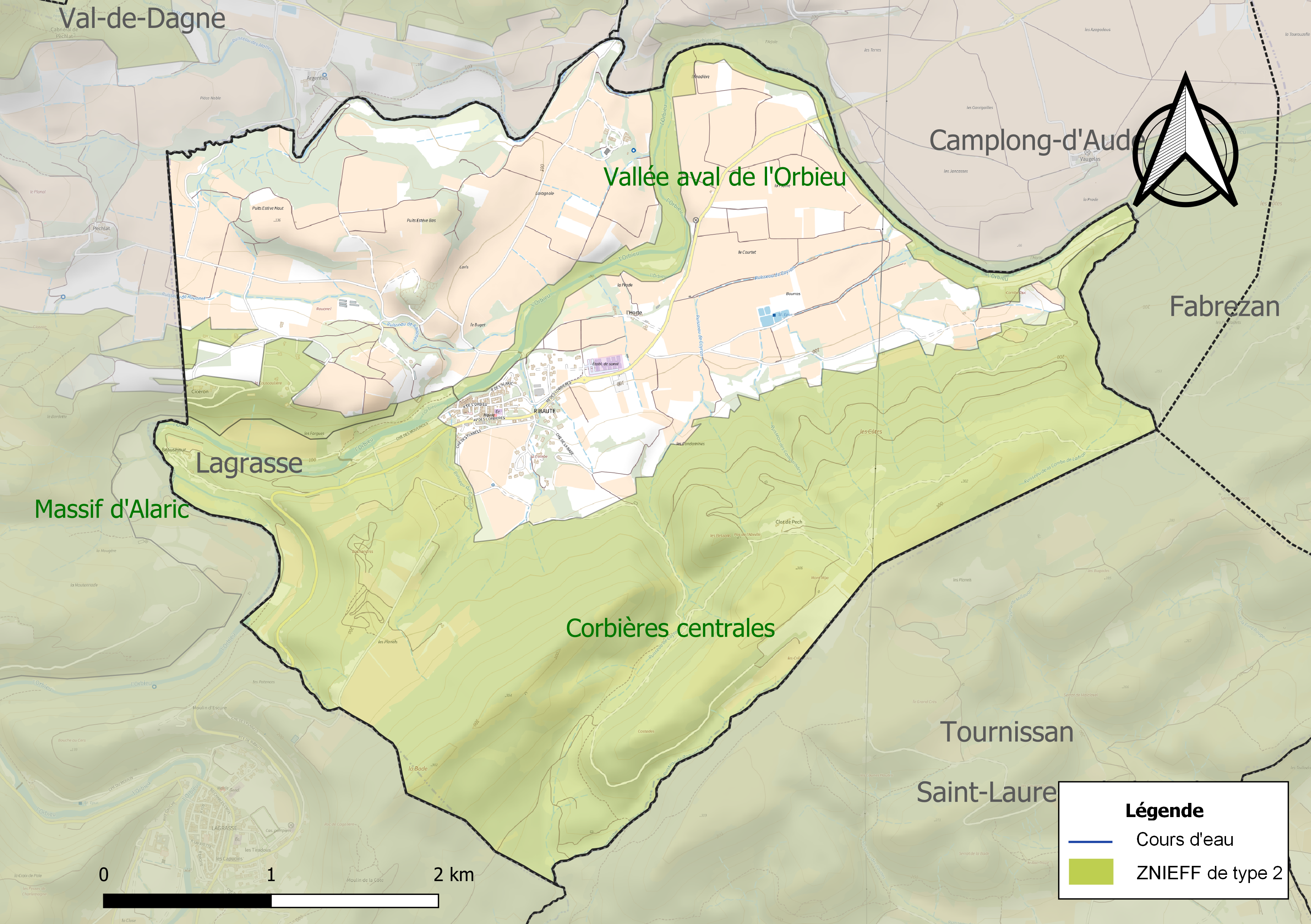
Carte des ZNIEFF de type 2 sur la commune.

## Urbanisme

### Typologie
Au 1er janvier 2024, Ribaute est catégorisée commune rurale à habitat dispersé, selon la nouvelle grille communale de densité à 7 niveaux définie par l'Insee en 2022.
Elle est située hors unité urbaine. Par ailleurs la commune fait partie de l'aire d'attraction de Narbonne, dont elle est une commune de la couronne,. Cette aire, qui regroupe 71 communes, est catégorisée dans les aires de 50 000 à moins de 200 000 habitants,.

### Occupation des sols
L'occupation des sols de la commune, telle qu'elle ressort de la base de données européenne d’occupation biophysique des sols Corine Land Cover (CLC), est marquée par l'importance des territoires agricoles (58,1 % en 2018), en augmentation par rapport à 1990 (54,3 %). La répartition détaillée en 2018 est la suivante : 
cultures permanentes (39,3 %), forêts (32,8 %), zones agricoles hétérogènes (18,8 %), milieux à végétation arbustive et/ou herbacée (6,3 %), espaces ouverts, sans ou avec peu de végétation (2,8 %). L'évolution de l’occupation des sols de la commune et de ses infrastructures peut être observée sur les différentes représentations cartographiques du territoire : la carte de Cassini (XVIIIe siècle), la carte d'état-major (1820-1866) et les cartes ou photos aériennes de l'IGN pour la période actuelle (1950 à aujourd'hui).

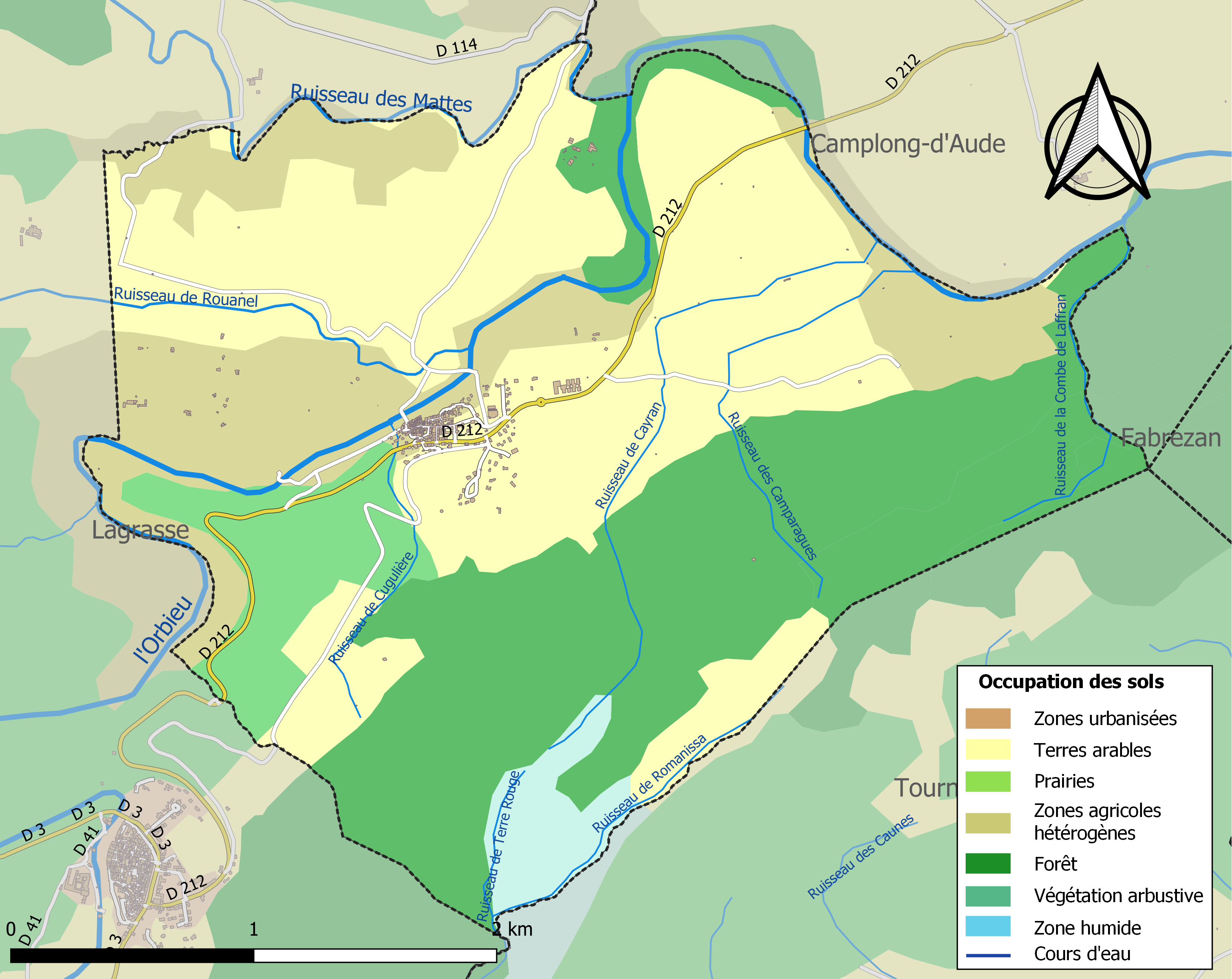
Carte des infrastructures et de l'occupation des sols de la commune en 2018 (CLC).

### Risques majeurs
Le territoire de la commune de Ribaute est vulnérable à différents aléas naturels : météorologiques (tempête, orage, neige, grand froid, canicule ou sécheresse), inondations, feux de forêts et séisme (sismicité faible). 
Mardi 5 août 2025 vers 16 h 15, le long de la D 212 qui relie Lagrasse à Ribaute, un feu se déclare . Il devient rapidement  un incendie majeur, les conditions de sécheresse et de vent favorisant l'extension du feu, qui ravage plus de 16 000 hectares de garrigue, de résineux et de cultures, dont 15 000 brûlent en 24 heures. Sa progression est stoppée le jeudi 7 août, mais le feu n'est fixé que cinq jours après son départ, l'après-midi du dimanche 10 août, mais sans être complètement éteint. 
Ce très violent incendie, dont le panache de fumée est visible depuis l’espace le 5 août, nécessite l'intervention de deux mille pompiers. Il cause une mort et vingt trois blessés dont deux grièvement. Le feu traverse seize communes de l’Aude, détruit 36 maisons et plus d’une vingtaine de hangars agricoles sur les 3 000 bâtis défendus par les pompiers. Selon la BDIFF, la base de données gouvernementale des incendies de forêt en France qui répertorie depuis 1973 la surface totale parcourue par les flammes, l'incendie au départ de Ribaute est considéré comme le pire incendie du pourtour méditerranéen français depuis au moins cinquante ans. Une enquête ouverte le lendemain de l’incendie détermine une origine anthropique du feu, toute cause naturelle étant exclue.
Certaines parties du territoire communal sont susceptibles d’être affectées par le risque d’inondation par débordement de cours d'eau, notamment le ruisseau de Glandes. La commune a été reconnue en état de catastrophe naturelle au titre des dommages causés par les inondations et coulées de boue survenues en 1982, 1987, 1992, 1996, 1999, 2003, 2005, 2009, 2011, 2013 et 2018,.

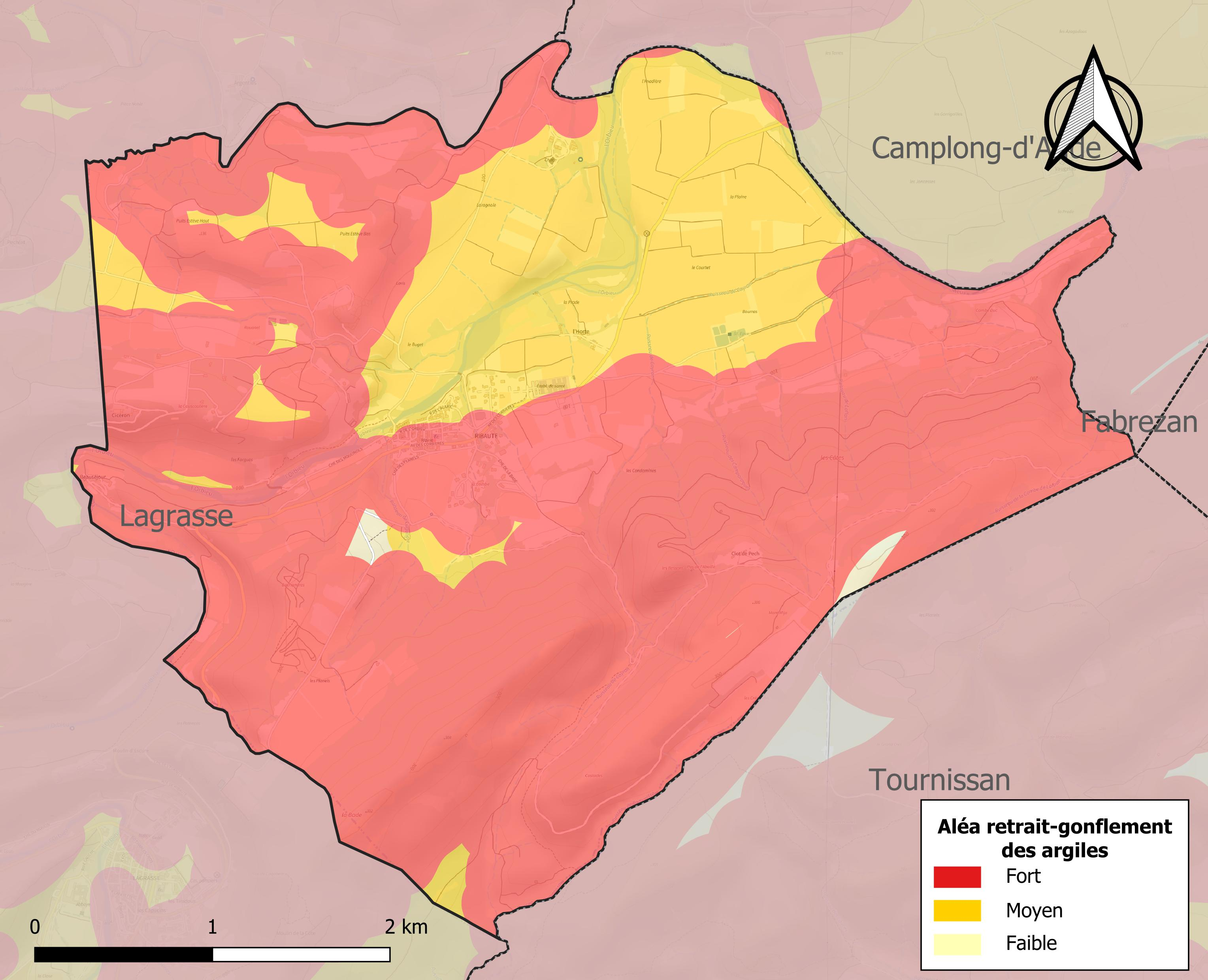
Carte des zones d'aléa retrait-gonflement des sols argileux de Ribaute.

Le retrait-gonflement des sols argileux est susceptible d'engendrer des dommages importants aux bâtiments en cas d’alternance de périodes de sécheresse et de pluie. 99,4 % de la superficie communale est en aléa moyen ou fort (75,2 % au niveau départemental et 48,5 % au niveau national). Sur les 198 bâtiments dénombrés sur la commune en 2019, 198 sont en aléa moyen ou fort, soit 100 %, à comparer aux 94 % au niveau départemental et 54 % au niveau national. Une cartographie de l'exposition du territoire national au retrait gonflement des sols argileux est disponible sur le site du BRGM,.
Un site publié par le BRGM permet d'évaluer simplement et rapidement les risques d'un bien localisé soit par son adresse soit par le numéro de sa parcelle.

## Toponymie
Les anciennes formes attestées Ripa Alta en latin ou Ribauta en occitan ne laissent aucun doute sur l'étymologie du toponyme, qui signifie Rive Haute. Le village se situe en effet en haut de la rive droite escarpée de l'Orbieu.

## Histoire
L'existence du lieu de Ribaute (Ripa alta) est constatée authentiquement dès le premier siècle de la dynastie Carolingienne. Cette seigneurie fut acquise, au commencement du XIIe siècle, par l'abbaye de Lagrasse, qui en garda la possession durant tout l'ancien régime.
En 859, le roi Charles le Chauve porta concession du village de Ribaute (en même temps que le village de Roubia) à son féal nommé Isambert.
En avril 1208, se fit le rachat de la moitié du lieu de Ribaute, engagée pour 1500 sols melgoriens, à Sicrède de Durfort par l'abbé Raymond et Bérenger de Prats, prévôt de Pedilhan. Pour ce faire, les acheteurs engagèrent l'autre moitié dudit Ribaute, de Rapissols et de Baxendre audit Durfort et à ses successeurs, pour 2500 sols.
En 1311, il y a transaction consentie par Guillaume, abbé de Lagrasse, du consentement du couvent de Lagrasse, en faveur des habitants de Ribaute, par laquelle lesdits habitants obtiennent la faculté de disposer de leurs maisons et de leurs biens, moyennant le paiement de 165 écus.
En 1379, réquisition est faite par les consuls de Ribaute, Berriac, Lairière, Thézan, Molhet, La Palme, Malviès, Bouilhonnac, etc. à l'abbé de  Lagrasse, de vouloir établir un capitaine dans chacun desdits lieux, pour les garder durant la guerre contre l'Anglais, et pour les conserver en la soumission aux ordres du roi de France.
Le 27 mai 1604 sont consenties les reconnaissances générales par les consuls et communauté de Ribaute au profit de l'abbé de Lagrasse, seigneur dudit lieu.

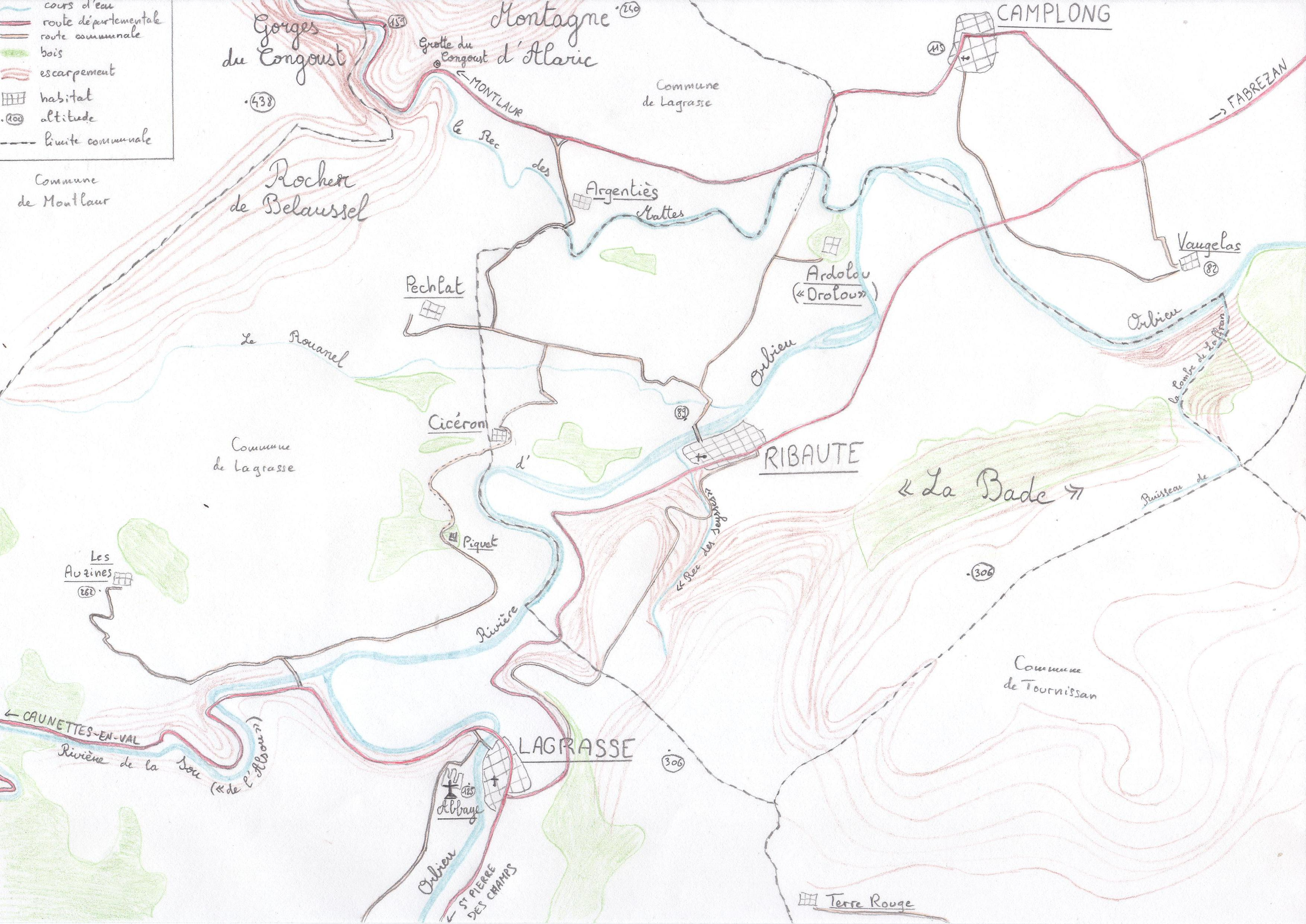
Carte géographique de la commune de Ribaute.

## Politique et administration
| Période                                  | Période  | Identité            | Étiquette | Qualité |
| ---------------------------------------- | -------- | ------------------- | --------- | ------- |
| 1988                                     | 1995     | Roger Cathary       |           |         |
| 1995                                     | 2001     | Germain Viès        |           |         |
| 2001                                     | 2014     | Jean-Claude Limouzy | PS        |         |
| 2014                                     | 2020     | Michel Biscans      |           |         |
| 2020                                     | En cours | Alain Coste         |           |         |
| Les données manquantes sont à compléter. |          |                     |           |         |

## Population et société

### Démographie
L'évolution du nombre d'habitants est connue à travers les recensements de la population effectués dans la commune depuis 1793. Pour les communes de moins de 10 000 habitants, une enquête de recensement portant sur toute la population est réalisée tous les cinq ans, les populations de référence des années intermédiaires étant quant à elles estimées par interpolation ou extrapolation. Pour la commune, le premier recensement exhaustif entrant dans le cadre du nouveau dispositif a été réalisé en 2005.

En 2022, la commune comptait 264 habitants, en évolution de −5,38 % par rapport à 2016 (Aude : +2,65 %, France hors Mayotte : +2,11 %).
| 1793 | 1800 | 1806 | 1821 | 1831 | 1836 | 1841 | 1846 | 1851 |
| ---- | ---- | ---- | ---- | ---- | ---- | ---- | ---- | ---- |
| 193  | 196  | 208  | 235  | 172  | 209  | 235  | 224  | 253  |

| 1856 | 1861 | 1866 | 1872 | 1876 | 1881 | 1886 | 1891 | 1896 |
| ---- | ---- | ---- | ---- | ---- | ---- | ---- | ---- | ---- |
| 258  | 263  | 252  | 258  | 288  | 365  | 323  | 303  | 322  |

| 1901 | 1906 | 1911 | 1921 | 1926 | 1931 | 1936 | 1946 | 1954 |
| ---- | ---- | ---- | ---- | ---- | ---- | ---- | ---- | ---- |
| 337  | 315  | 336  | 320  | 318  | 336  | 326  | 279  | 308  |

| 1962 | 1968 | 1975 | 1982 | 1990 | 1999 | 2005 | 2006 | 2010 |
| ---- | ---- | ---- | ---- | ---- | ---- | ---- | ---- | ---- |
| 284  | 285  | 254  | 232  | 190  | 227  | 220  | 217  | 295  |

| 2015 | 2020 | 2022 | - | - | - | - | - | - |
| ---- | ---- | ---- | - | - | - | - | - | - |
| 280  | 267  | 264  | - | - | - | - | - | - |

## Économie

### Revenus
En 2018  (données Insee publiées en septembre 2021), la commune compte 113 ménages fiscaux, regroupant 226 personnes. La médiane du revenu disponible par unité de consommation est de 19 820 € (19 240 € dans le département).

### Emploi
| Division       | 2008   | 2013   | 2018   |
| -------------- | ------ | ------ | ------ |
| Commune        | 6,8 %  | 9,5 %  | 7,3 %  |
| Département    | 10,2 % | 12,8 % | 12,6 % |
| France entière | 8,3 %  | 10 %   | 10 %   |

En 2018, la population âgée de 15 à 64 ans s'élève à 168 personnes, parmi lesquelles on compte 57,4 % d'actifs (50,1 % ayant un emploi et 7,3 % de chômeurs) et 42,6 % d'inactifs,. Depuis 2008, le taux de chômage communal (au sens du recensement) des 15-64 ans est inférieur à celui de la France et du département.
La commune fait partie de la couronne de l'aire d'attraction de Narbonne, du fait qu'au moins 15 % des actifs travaillent dans le pôle,. Elle compte 124 emplois en 2018, contre 122 en 2013 et 76 en 2008. Le nombre d'actifs ayant un emploi résidant dans la commune est de 88, soit un indicateur de concentration d'emploi de 141,2 % et un taux d'activité parmi les 15 ans ou plus de 40 %.
Sur ces 88 actifs de 15 ans ou plus ayant un emploi, 48 travaillent dans la commune, soit 55 % des habitants. Pour se rendre au travail, 72,1 % des habitants utilisent un véhicule personnel ou de fonction à quatre roues, 2,3 % les transports en commun, 15,1 % s'y rendent en deux-roues, à vélo ou à pied et 10,5 % n'ont pas besoin de transport (travail au domicile).

### Activités hors agriculture

#### Secteurs d'activités
18 établissements sont implantés  à Ribaute au 31 décembre 2019.
Le secteur du commerce de gros et de détail, des transports, de l'hébergement et de la restauration est prépondérant sur la commune puisqu'il représente 33,3 % du nombre total d'établissements de la commune (6 sur les 18 entreprises implantées  à Ribaute), contre 32,3 % au niveau départemental.

#### Entreprises
On exploitait autrefois un banc de calcaire marneux, appelé marbre de Ribaute. Une belle table, faite avec cette roche, se trouve dans le cabinet de minéralogie de l'École de Sorèze.

### Agriculture
La commune est dans la « Région viticole » de l'Aude, une petite région agricole occupant une grande partie centrale du département, également dénommée localement « Corbeilles Minervois et Carcasses-Limouxin ». En 2020, l'orientation technico-économique de l'agriculture  sur la commune est la viticulture.
|               | 1988 | 2000 | 2010 | 2020 |
| ------------- | ---- | ---- | ---- | ---- |
| Exploitations | 31   | 21   | 20   | 21   |
| SAU (ha)      | 414  | 332  | 421  | 377  |

Le nombre d'exploitations agricoles en activité et ayant leur siège dans la commune est passé de 31 lors du recensement agricole de 1988  à 21 en 2000 puis à 20 en 2010 et enfin à 21 en 2020, soit une baisse de 32 % en 32 ans. Le même mouvement est observé à l'échelle du département qui a perdu pendant cette période 60 % de ses exploitations,. La surface agricole utilisée sur la commune a également diminué, passant de 414 ha en 1988 à 377 ha en 2020. Parallèlement la surface agricole utilisée moyenne par exploitation a augmenté, passant de 13 à 18 ha.

### Viticulture
Ribaute est un village agricole, de culture unique : la vigne, plantée en partie sur les pentes et terrasses des contreforts de l'Alaric, celles des contreforts de la Bade, et seulement une petite partie dans la plaine alluviale de l'Orbieu. Ce terroir particulier de marnes calcaires hors alluvions permet au vin tiré de ses grappes d'être particulièrement apprécié, et en font l'un des fleurons des vins des Basses Corbières.

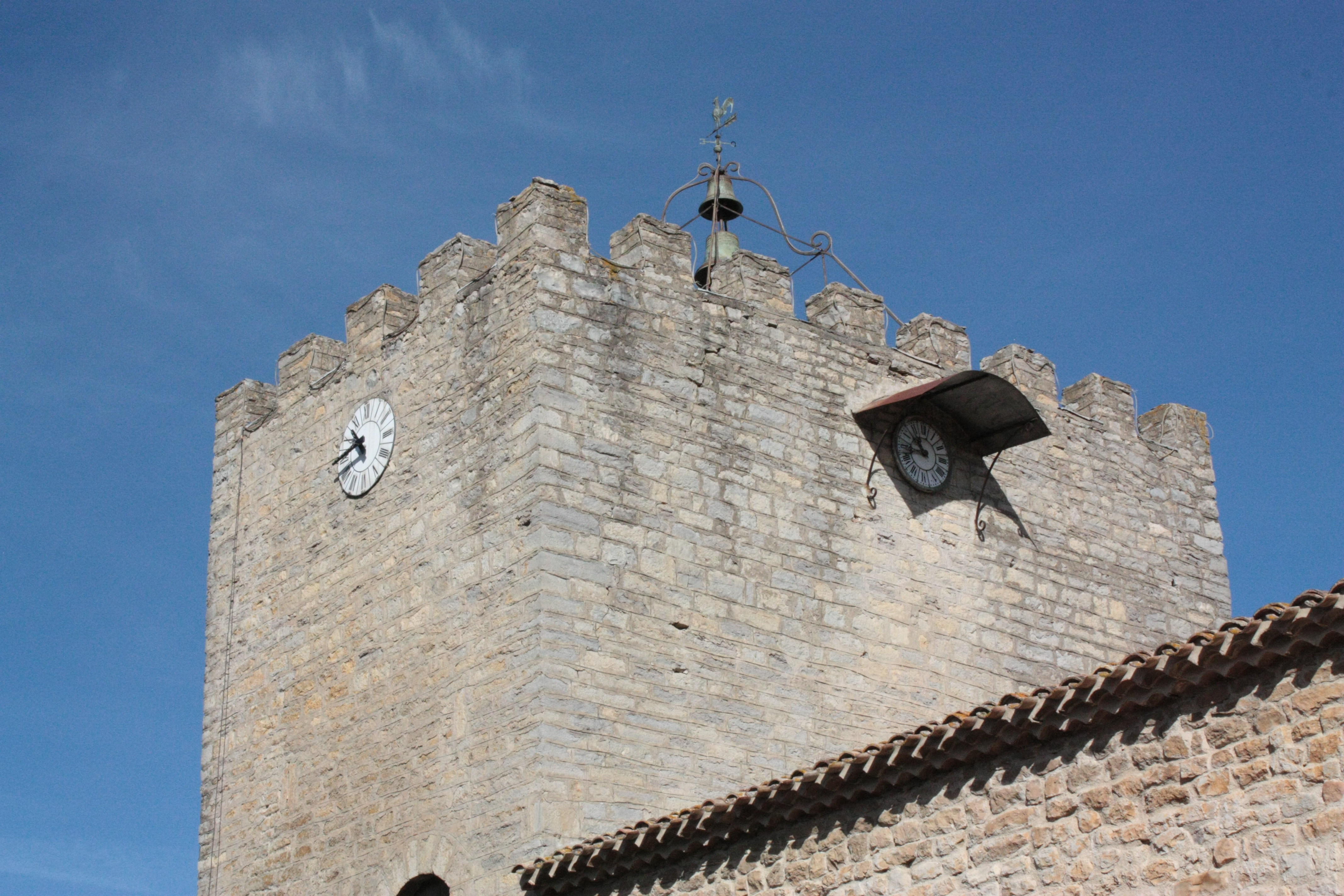
Clocher de l'Église Saint-Sébastien de Ribaute

## Culture locale et patrimoine

### Lieux et monuments

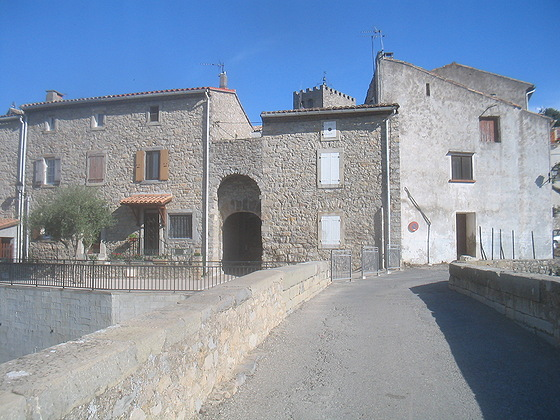
Vue de Ribaute depuis le pont.

- Le site de la rivière est remarquable avec sa cascade et son plan d'eau
- Église Saint-Sébastien de Ribaute de style roman et les restes habités du village Fort de Ripa Alta (rive haute).
- Partie de rempart préservée, dont une tour forte, et un portail ogival daté de 1574.
- Vignoble
- Sa cascade et le pont sur l'Orbieu
- Château d'Ardolou
- Château Ciceron

### Personnalités liées à la commune
- Jean Vialade, syndicaliste vigneron.

### Héraldique
| Blason de Ribaute | Blason  | De gueules aux trois fasces d’argent.            |
| Blason de Ribaute | Détails | Le statut officiel du blason reste à déterminer. |

## Vie pratique

### Culture
Ribaute est un village fort de plusieurs associations très dynamiques, notamment la gym, le trial club et le cercle populaire ribautois, qui propose pendant juillet et août une buvette du soir, avec l'organisation de concours de pétanque tous les mercredis, maintenant ainsi une ambiance détendue et chaleureuse. D'autres animations ont lieu au cours de l'année.

## Pour approfondir